# Nikolai Fjodorowitsch Watutin

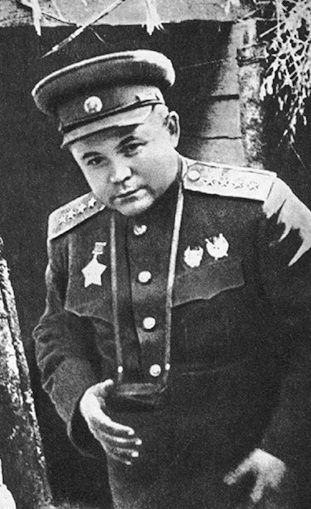
Armeegeneral N. F. Watutin

Nikolai Fjodorowitsch Watutin (russisch Николай Фёдорович Ватутин, wissenschaftliche Transliteration Nikolaj Fëdorovič Vatutin; * 16. Dezember 1901 in Tschepuchino bei Kursk; † 15. April 1944 in Kiew) war ein sowjetischer Armeegeneral im Zweiten Weltkrieg.

## Entwicklung zum Offizier
Watutin stammte aus bäuerlichen Verhältnissen und trat 1920 in die Rote Armee und ein Jahr darauf in die KPdSU ein. Nachdem er am Bürgerkrieg teilgenommen hatte, besuchte Watutin die Militärakademie „M. W. Frunse“ (1929) und die Militärakademie des Generalstabes (1937). Watutin hatte verschiedene Posten inne, so unter anderem als Stabschef einer Schützendivision, Abteilungsleiter im Stab des Sibirischen Militärbezirkes sowie Chef des Stabes des Kiewer Militärbezirkes. Am 17. Februar 1939 wurde er zum Divisionskommandeur und am 4. Juni 1940 zum Generalleutnant ernannt. Im Februar 1941 wurde er als Chef in die operative Verwaltung des Generalstabes versetzt. Damit war er zugleich 1. Stellvertretender Chef des sowjetischen Generalstabes.

## Einsätze im Zweiten Weltkrieg
Zu Beginn des Deutsch-Sowjetischen Krieges wurde Watutin am 30. Juni 1941 zum Chef des Stabes der Nordwestfront ernannt, dabei arbeitete er zunächst im Hauptquartier von Pskow eng mit den Militärräten W. N. Bogatkin und P. A. Kurotschkin zusammen. Nach dem Verlust des Baltikums wurde der Befehlshaber der Nordwest-Front, Generaloberst F. I. Kusnezow, Anfang Juli durch Marschall Kliment Woroschilow ersetzt. Nominell führte die Front aber der bisherige Kommandeur der 8. Armee, General P. P. Sobennikow. Ein Gegenstoß bei Solzy konnte den deutschen Vormarsch auf Nowgorod zeitweilig aufhalten, die deutschen Truppen wurden schließlich im Winter 1941/42 im Raum Demjansk gestoppt.
Vom 15. Mai bis 11. Juli 1942 fungierte Watutin kurzzeitig als Stellvertreter des Generalstabschefs der Roten Armee. Am 14. Juli 1942 erhielt er nacheinander den Oberbefehl über die Woronescher Front und ab 25. Oktober 1942 über die Südwestfront. In dieser Zeit leitete er als Generaloberst ab 19. November 1942 die Operation Uranus (Einschließung von Stalingrad) und zwischen 16. und 30. Dezember 1942 die Operation Kleiner Saturn (Zerschlagung der italienischen 8. Armee am mittleren Don). 
Am 13. Februar 1943 wurde er zum Armeegeneral befördert, am folgenden Tag eroberten seine Truppen in der Schlacht am Donez die Stadt Woroschilowgrad zurück.
Ab März 1943 kommandierte er erneut die Woronescher Front (ab 20. Oktober 1943  in 1. Ukrainische Front umbenannt). In der Schlacht bei Kursk (Juli 1943) verteidigten seine Armeetruppen zusammen mit der Steppenfront die Hauptfront gegenüber der deutschen 4. Panzerarmee. Nach der Rückeroberung von Charkiw und der Schlacht am Dnepr gelang der 1. Ukrainischen Front am 6. November 1943 die Rückeroberung und in der am 24. Dezember eingeleiteten Schitomir-Berditschewer Operation die abschließende Sicherung der ukrainischen Metropole Kiew.
Am 29. Februar 1944 wurde Watutin bei einem Überfall der Ukrainischen Aufständischen Armee (UPA) nach dem Besuch des Hauptquartiers der 60. Armee in Slawuta in der Nähe des Dorfes Miljatin schwer verwundet. Er wurde von seinem Begleiter, Generalmajor K. W. Krainjukow aus dem Feuer gezogen, in Riwne notoperiert und erlag am 15. April 1944 in Kiew seinen Verletzungen, am 17. April wurde er am Mariinskyi Park beigesetzt. Nach dem Krieg wurde die neu gegründete Stadt Watutine in der Oblast Tscherkassy, Ukraine, nach ihm benannt.

## Ehrungen

### Orden und Auszeichnungen
- 1941, 1942: Leninorden
- 1941, 1943: Suworoworden I. Klasse
- 1942: Rotbannerorden
- 1943: Kutusoworden I. Klasse
- Im Jahre 1965 erfolgte postum die Ernennung zum Held der Sowjetunion.

### Denkmale
- Donezk: Prospekt Watutin; eine Arbeit der Bildhauer F. und W. Piskun
- Kiew: bis 2023 im Mariinskyi Park (seit 2023 im ukrainischen Luftfahrtmuseum[1]); eine Arbeit des Bildhauers Jewgeni Wiktorowitsch Wutschetitsch
- Poltawa
- Stary Oskol
- Waluiki: auf dem Bahnhofsvorplatz

### Namensvergaben
Benennungen von Straßen (=S) und Prospekte (=P) in Russland, in der Ukraine und in Kasachstan
| - Aktobe (S) - Artjom (S) - Belgorod (S + P) - Borissow (S) - Donezk (S) - Hrodna (S) - Ismail (S) - Jekaterinburg (S) - Kiew (P) - Kursk (S) - Lipezk (S) - Luhansk (S + ein Wohnviertel) - Minsk (S + Bahnhof) | - Moskau (S) - Naltschik (S) - Nischni Nowgorod (S) - Nischni Tagil (S) - Nowosibirsk (S) - Omsk (S) - Ossipowitsch (S) - Petrosawodsk (S + Gasse) - Podolsk (S) - Poltawa (S) - Sankt Petersburg (S) - Schtschelkowo (S) - Sewerouralsk (S) | - Schytomyr (S) - Stary Oskol (S) - Tjumen (S) - Tscherkassy (S) - Czernowitz (S) - Uljanowsk (S) - Waluiki (S) - Winnyzja (S) - Wladikawkas (S) - Wladiwostok (S) - Wolgograd (S) - Woronesch (S) |

Andere Namensvergaben
- Stadt Watutine, 1947 gegründet

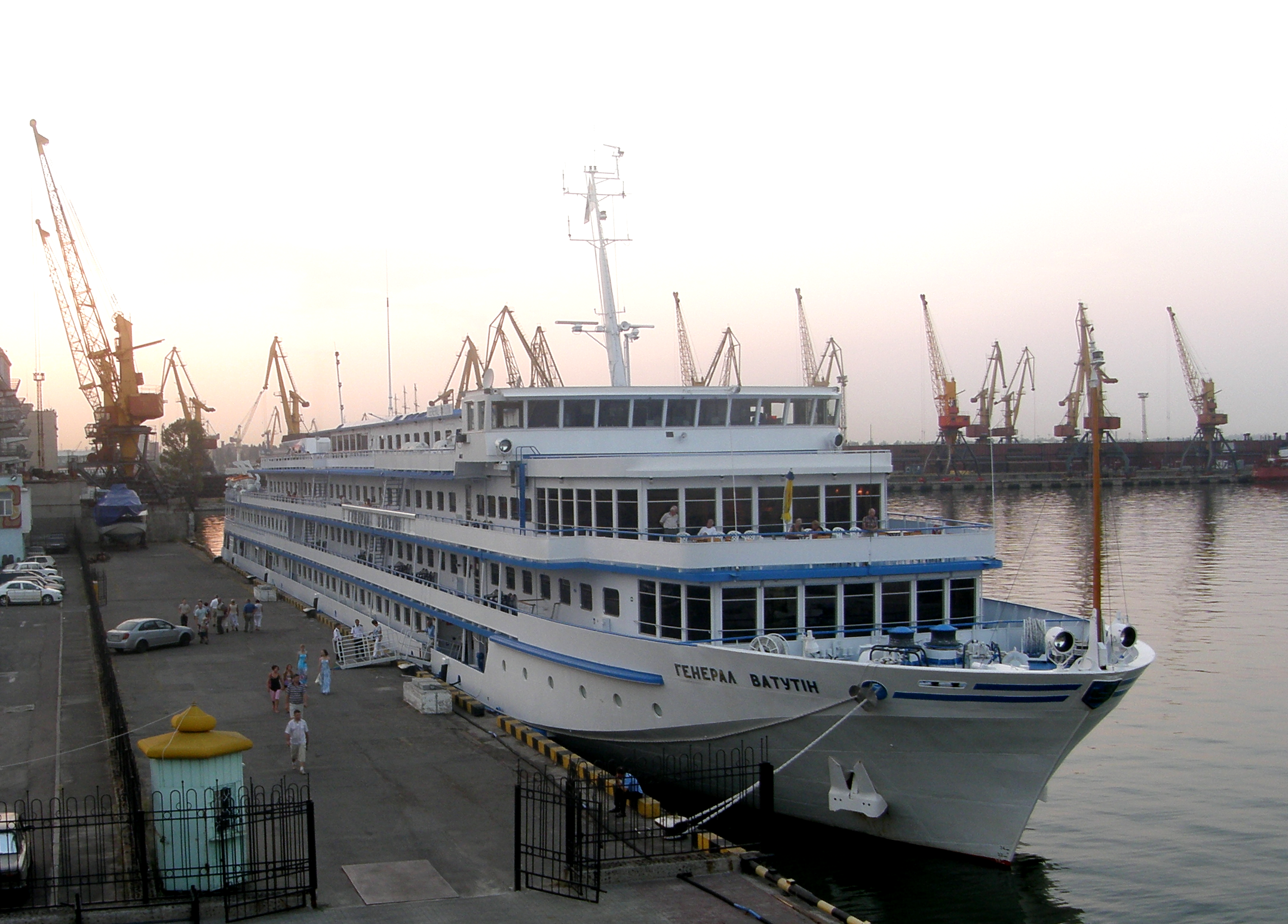
Flusskreuzfahrtschiff „General Watutin“ im Hafen von Odessa

- Siedlung Watutine in der Stadt Jenakijewo
- ein Flusskreuzfahrtschiff, 1986 auf der Werft in Boizenburg gebaut
- eine Zementfabrik in der Stadt Workuta
- ein Wohnviertel in der Stadt Kiew (seit 2001)